# Jewett (Illinois)
Jewett es una villa ubicada en el condado de Cumberland en el estado estadounidense de Illinois. En el Censo de 2010 tenía una población de 223 habitantes y una densidad poblacional de 85,67 personas por km².

## Geografía
Jewett se encuentra ubicada en las coordenadas 39°12′28″N 88°14′35″O / 39.20778, -88.24306. Según la Oficina del Censo de los Estados Unidos, Jewett tiene una superficie total de 2.6 km², de la cual 2.6 km² corresponden a tierra firme y (0%) 0 km² es agua.

## Demografía
Según el censo de 2010, había 223 personas residiendo en Jewett. La densidad de población era de 85,67 hab./km². De los 223 habitantes, Jewett estaba compuesto por el 98.65% blancos, el 0% eran afroamericanos, el 0% eran amerindios, el 0% eran asiáticos, el 0% eran isleños del Pacífico, el 0% eran de otras razas y el 1.35% pertenecían a dos o más razas. Del total de la población el 1.35% eran hispanos o latinos de cualquier raza.